# クロエ・コヴェル
クロエ・コヴェル（英語: Chloe Covell、2010年2月9日 - ）は、オーストラリア出身のスケートボード選手。

## 経歴
コヴェルは、2010年2月9日にオーストラリアのニューサウスウェールズ州トゥイード・ヘッズで生まれた。父のルーク・コヴェルは、オーストラリアのクロヌラ＝サザランド・シャークスやウェスツ・タイガースなどで活躍した元ラグビーリーグ選手である。その後、クイーンズランド州ゴールドコースト南部に移り、6歳のときにスケートボードを始めた。
2022年、コヴェルが12歳のときに出場したX Games Chiba 2022・女子スケートボードストリートでは、予選5位通過、決勝3位を記録し、自身初となる国際試合でのメダル獲得に至った。2023年2月1日、アラブ首長国連邦のシャールジャ市で開催されたスケートボード・ストリート&パーク世界選手権で女子ストリート準優勝を記録した。また、7月に開催されたX Games California・女子スケートボードストリートでは、13歳で優勝を果たし、史上最年少のX Games金メダリストとなった。